# Brad Hodge
Pour les articles homonymes, voir Hodge.
Bradley John Hodge (né le 29 décembre 1974 à Melbourne), communément appelé Brad Hodge et parfois surnommé Hodgey ou Dodgeball, est un joueur international de cricket australien. Il a disputé son premier test et son premier one-day International pour l'équipe d'Australie en 2005.
Il est utilisé particulièrement en tant que batteur.

## Équipes
- Victoria
- Durham
- Lancashire
- Leicestershire

## Palmarès
- Vainqueur de la Coupe du monde de cricket en 2007.